# 君こそわが命
「君こそわが命」（きみこそわがいのち）は、1967年2月にリリースされた水原弘のシングルである。水原弘の代表曲のひとつである。

## 解説
作詞は川内康範、作曲は猪俣公章による。
水原弘はデビュー曲「黒い花びら」で第1回日本レコード大賞を受賞した経歴を持つものの、その後表舞台から遠ざかり借金や病気なども抱えてしまうなど不遇な時代に入り低迷していた。しかし、本楽曲が大ヒットしたことによって当時『奇跡のカムバック』とまで言われた。
1968年時点での累計売上は165万枚。
但しこのカムバックも長続きはせず、相変わらず水原の酒浸りに頼った生活に更生する事は無かった。それから11年後の1978年6月に水原は宿泊先の北九州で吐血して倒れ、翌月、42歳で世を去った。
水原は本楽曲で1967年の「第18回NHK紅白歌合戦」に5年ぶり4回目の出場を果たした（以降、1973年・第24回まで7年連続出場）。その後、1969年の「第20回NHK紅白歌合戦」と、生涯最後の紅白出場となった1973年の「第24回NHK紅白歌合戦」でも歌唱され、紅白では計3回歌唱された。
発売当初は佳川ヨコと競作であったが、水原盤の売り上げのが圧倒的であり、現在でもこの曲は水原弘の曲という認識が一般的である。

## 収録曲
1. 君こそわが命
  - 作詞:川内康範／作曲・編曲:猪俣公章
2. 沈黙のブルース
  - 作詞:川内康範／作曲・編曲:猪俣公章

## カバー
- 美空ひばり - アルバム『歌謡曲50年（第13集）』収録（日本コロムビア）
- 石原裕次郎 - アルバム『愛唱歌・ベスト40』収録（テイチクレコード）
- 藤圭子 - アルバム『演歌全集8枚組（憂愁/恋心）』収録（1973年RCAレコード）
- 杉良太郎 - シングル『杉良太郎の君こそわが命』収録（2006年、テイチクレコード）
- 北山たけし - アルバム『夢』収録（2006年、テイチクレコード）
- 氷川きよし - アルバム『演歌名曲コレクション19～満天の瞳(ほし)～』収録（2013年、日本コロムビア）
- 高杉俊介 - 本楽曲のカバーで第17回横浜音楽祭新人賞を受賞